# はらかなこ
はら かなこ（1988年3月28日 - ）は日本のピアニスト、作曲家である。

## 来歴
1988年生まれ、東京都出身。本名は原佳奈子。
ピアノは4歳から始め、大学は桐朋学園大学ピアノ科で学ぶ。大学4年時に第43回TIAA全日本クラシック音楽コンサートにて審査員賞を受賞。
大学卒業後よりピアニストとして演奏活動を開始し、2010年度は丸ビル35レギュラーピアニストを務める。以後、作曲・劇伴制作及びそれに伴うアルバム発表・楽曲提供、ライブ開催、他アーティストのライブやレコーディングに参加するなど、幅広く活動している。

## ディスコグラフィ

### 作品集
- 1st demoアルバム『見上げると空はいつも』（2012年5月18日発売[3]）
- 2nd demoアルバム『星が降った夜は』（2012年12月11日発売[3]）
- 3rd demoアルバム『そして、ここから。』（2014年3月28日発売[3]）
- 1st アルバム『STAGE』（2015年4月22日発売[3]）
- 4th demoアルバム『2015→2016』（2015年12月19日発売[3]）
- 2nd アルバム『Friend』（2017年1月7日発売[3]）
- 3rd アルバム『circle』（2019年3月6日発売[3]）
- The harakanako Band名義 1st miniアルバム『Seize the day』（2020年4月28日発売[3]）
- Piano solo album『Piano Sings』（2021年9月17日発売[3]）
- 4th アルバム『Light』（2022年3月28日発売[3]）
- 初プロデュース作品『Tokyo City Pop vol.1"Portrait"』（2023年6月7日発売[3]）
- 自主作品『The Sound Track』（2023年12月12日発売[3]）
- 坂本龍一ピアノカバー『20240328 “Prologue”』（2024年3月28日発売[3]）

### サウンドトラック
- 「ぼくのとなりに暗黒破壊神がいます。」 オリジナル・サウンドトラック（2020年4月3日発売[3]）
- 「若草物語-恋する姉妹と恋せぬ私-」オリジナル・サウンドトラック（2024年12月4日発売[3]）
- 「スノードロップの初恋」オリジナル・サウンドトラック（佐藤航と共同、2024年12月11日発売[3]）

## 楽曲提供
- 「見上げると空はいつも」（2012年8月、ANA国際線機内放送[3]）
- 「かもめ」（2014年4月、アプリ『コトダマ』CM[3]）
- 「星が降った夜は」（2014年8月、映画『妖かし恋歌は一陣の風に』[3]）
- ラジオ日本戦後70年特別番組「移りゆく時間の中で〜横浜・本牧に残る大空襲の記憶〜」テーマ曲（2015年8月[3]）
- 「ice flower」（2015年10月、演劇集団キャラメルボックス2015年ハーフタイムシアター「君をおくる」[3]）
- 「夜があけたら」（2016年2月、演劇集団キャラメルボックス2016年公演「フォーゲット・ミー・ノット」[3]）
- 「Memories」「Lost in the Forest」（演劇集団キャラメルボックス サマープレミアム「スロウハイツの神様」[3]）
- 「夢の間に」（2018年6月、日本テレビ系『news every.』お天気コーナーテーマソング[3]）
- 「遅く起きた朝は」（2019年10月、BS朝日『土井善晴の美食探訪』BGM曲[3]）

## その他活動

### テレビアニメ
- 冬のマジョモリ（TOKYO MX、2014年3月、音楽担当[3]）
- 少年ハリウッド -HOLLY STAGE FOR 49-（TOKYO MX、第10話 - 、2014年8月、BGM・テーマ曲・エンディング曲担当[3]）
- うわばきクック（読売テレビ、2015年1月、音楽担当[3]）
- ぼくのとなりに暗黒破壊神がいます。（TOKYO MX / BSフジ / AT-X、2020年1月、全編劇伴担当[3]）
- 俺だけ入れる隠しダンジョン（MBS / TBS / BS-TBS / AT-X / AbemaTV、2021年1月、音楽担当[8]）
- 日本へようこそエルフさん。（2025年1月、音楽担当[9]）

### テレビドラマ
- 脚本家と女刑事（読売テレビ、2016年8月、音楽担当[3]）
- 若草物語-恋する姉妹と恋せぬ私-（日本テレビ、2024年10月、音楽担当）
- スノードロップの初恋（関西テレビ・フジテレビ、2024年10月、音楽担当） - 佐藤航と共同
- 御曹司に恋はムズすぎる（関西テレビ・フジテレビ、2025年1月、音楽担当）
- 子宮恋愛（読売テレビ、2025年4月、音楽担当）

### アニメーション映画
- 名探偵コナン 純黒の悪夢（2016年、劇伴アシスタントプロデューサー[3]）
- 名探偵コナン から紅の恋歌（2017年、劇伴アシスタントプロデューサー[3]）
- 名探偵コナン ゼロの執行人（2018年、劇伴アシスタントプロデューサー[3]）
- 名探偵コナン 紺青の拳（2019年、劇伴アシスタントプロデューサー[3]）

### CM
- 東京海上日動あんしん生命（2016年11月、編曲・ピアノ演奏[3]）
- ライオン「ブライトW」（2017年6月、音楽担当[3]）
- 漫画『ダンジョン飯』（ドワーフ、2017年8月、音楽担当[3]）
- JR西日本「安全と地域共生の取り組み」（2017年11月、ピアノ演奏[3]）
- ヤマダ電機「家電住まいる館」（2018年2月、音楽担当[3]）
- KUMON「先生との出会い」（2019年8月、音楽担当[3]）

### 舞台
- ニューヨーク青春物語（2015年7月、劇場音楽担当[3]）
- 青い鳥（ピュアーマリーオリジナルミュージカル、2015年11月、作曲・演奏[3]）

### その他
- 上野御徒町エリア「シタマチ・フロント」記者会見・Web用映像（2017年9月、音楽制作[3]）
- 読売テレビ『情報ライブ ミヤネ屋』（2020年8月、OP曲担当[3]）